# Камполонго, Альберто
Альберто Камполонго (итал. Alberto Campolongo, 16 марта 1912 — ?) — итальянский шахматист. В составе сборной Италии участник двух шахматных олимпиад.

## Спортивные результаты
| Год  | Город    | Соревнование                                                  | + | − | = | Результат | Место |
| ---- | -------- | ------------------------------------------------------------- | - | - | - | --------- | ----- |
| 1933 | Фолкстон | V Олимпиада (сборная Италии, запасной)                        | 2 | 5 | 4 | 4 из 11   |       |
| 1936 | Мюнхен   | Неофициальная шахматная олимпиада (сборная Италии, 6-я доска) |   |   |   | [ 1 ]     |       |